# Чириково (Базарносызганский район)
Чириково — деревня в Базарносызганском районе Ульяновской области. Входит в состав Базарносызганского городского поселения. До 2005 года деревня входила в состав ныне упразднённого Краснососенского сельсовета.

## География
Населённый пункт расположен на реке Сюксюм в 12 километрах к северу от рабочего посёлка Базарный Сызган — административного центра района. Расстояние до Ульяновска — 118 километров. 
С восточной стороны на расстоянии полутора километров находится село Красная Сосна, а с западной стороны, в четырех километрах, расположено село Неклюдово, в полукилометре северо-западней на возвышенности раскинулось село Знаменский Сюксюм. Благодаря прекрасному географическому расположению в этой местности не бывает ни ураганов, ни наводнений.

### Часовой пояс
Чириково, как и вся Ульяновская область, находится в часовой зоне МСК+1. Смещение применяемого времени относительно UTC составляет +4:00.

## История
Деревня Чириково основана в 1861 году, после отмены Крепостного права. Деревенские семьи в поисках свободной землицы-кормилицы, объединившись в несколько подвод, пришли крестьяне с Сенгилеевского уезда из села Чириково (отсюда и название), остановились на слиянии двух рек: Сюксюмка и Белогузка. На левом берегу Белогузки и заложили первые землянки. 
В 1864 году деревня Чириково, на левом берегу речки Сюксюма, по правую сторону почтового тракта из. г. Казани в г. Пензу, была в составе 1-го стана Карсунского уезда Симбирской губернии.
Так как в деревне своей церкви не было, то прихожане ходили в Рождественскую церковь села Неклюдово.
В 1912 году была построена начальная школа (церковно-приходская). В начале 1980-х гг. Чириковскую начальную школу закрыли.
На 1913 год деревня Чириково входила в состав Базарно-Сызганской волости, имелась школа и мельница.
В 1924 году в деревне Чириково входила в Неклюдовский с/с Карсунского уезда Ульяновской губернии.
В 1929 году, для отличия от другого Чириково, деревня Чириково была переименована в деревню  Чирково, и вошла в состав Инзенского района. С 1989 года — в Базарносызганском районе Ульяновской области.
10 декабря 2002 года был изменён статус Чирково с посёлка на деревню. 
Постановлением Законодательного собрания Ульяновской области № 62 /415 от 26 декабря 2002 года было одобрено переименование деревни Чирково в Чириково. В 2005 году постановлением Правительства РФ деревня была переименована.

## Население
| 2010 |
| ---- |
| 77   |

Население деревни: в 1864 году —  219 м. и 222 ж., в 1900 году — 156 м. и 176 ж., в 1913 году — 383 жителя, в 1924 году — 498 человек, в 1929 году — 470 человек, в 1996 году — 111 человек.

## Инфраструктура
В деревне расположена всего одна улица: Ульяновская.